# Metro de Kyoto
El Metro Municipal de Kyoto (京都市営地下鉄, Kyōto-shiei chikatetsu) o Metro de Kyoto és un sistema de ferrocarril metropolità de la ciutat de Kyoto, al Japó. El sistema està operat pel Departament de Transport Municipal de Kyoto, depenent de l'ajuntament de Kyoto. La xarxa, iniciada l'any 1981, només compta amb dues línies: la línia Karasuma, que circula de nord a sud; i la línia Tōzai, que va d'est a oest.

## Història
El sistema de metro a Kyoto va ser inaugurat el 29 de maig de l'any 1981 amb l'obertura al públic de la línia Karasuma, que va actualment des del nord de la ciutata, al districte de Sakyō fins al sud, a Fushimi. En el moment de la inauguració de la línia Karasuma el recorregut només anava des de l'estació de Kitaōji, a Kita fins a l'estació de Kyoto, a Shimogyō.
Més tard, l'any 1997 es va inaugurar la línia Tōzai, la qual, com el seu nom indica, va des de l'est de Kyoto a l'oest. El recorregut de la línia comença a la ciutat veïna d'Uji, seguint pel districte de Fushimi per a acabar al d'Ukyō.

## Línies
El sistema de metro compta amb només dues línies, la Karasuma, la més antiga i curta i la Tôzai, més llarga. Les dues línies només tenen un punt de convergència, l'estació de Karasuma Oike.
| Color i icona | Color i icona | No.    | Nom            | Nom original | Inaugurada | Darrera extensió | Llargaria | Estacions |
| ------------- | ------------- | ------ | -------------- | ------------ | ---------- | ---------------- | --------- | --------- |
| Verd          |               | 1      | Línia Karasuma | 烏丸線       | 1981       | 1997             | 13,7 km   | 15        |
| Taronja       |               | 2      | Línia Tōzai    | 東西線       | 1997       | 2008             | 17,5 km   | 17        |
| Total:        | Total:        | Total: | Total:         | Total:       | Total:     | Total:           | 31,2 km   | 32        |

### Línies compartides
La companyia privada de ferrocarrils Kintetsu té un acord amb l'ajuntament de Kyoto per tal d'emprar certes estacions i quilòmetres de les línies del metro com a línies de la Kintetsu.

## Material rodant

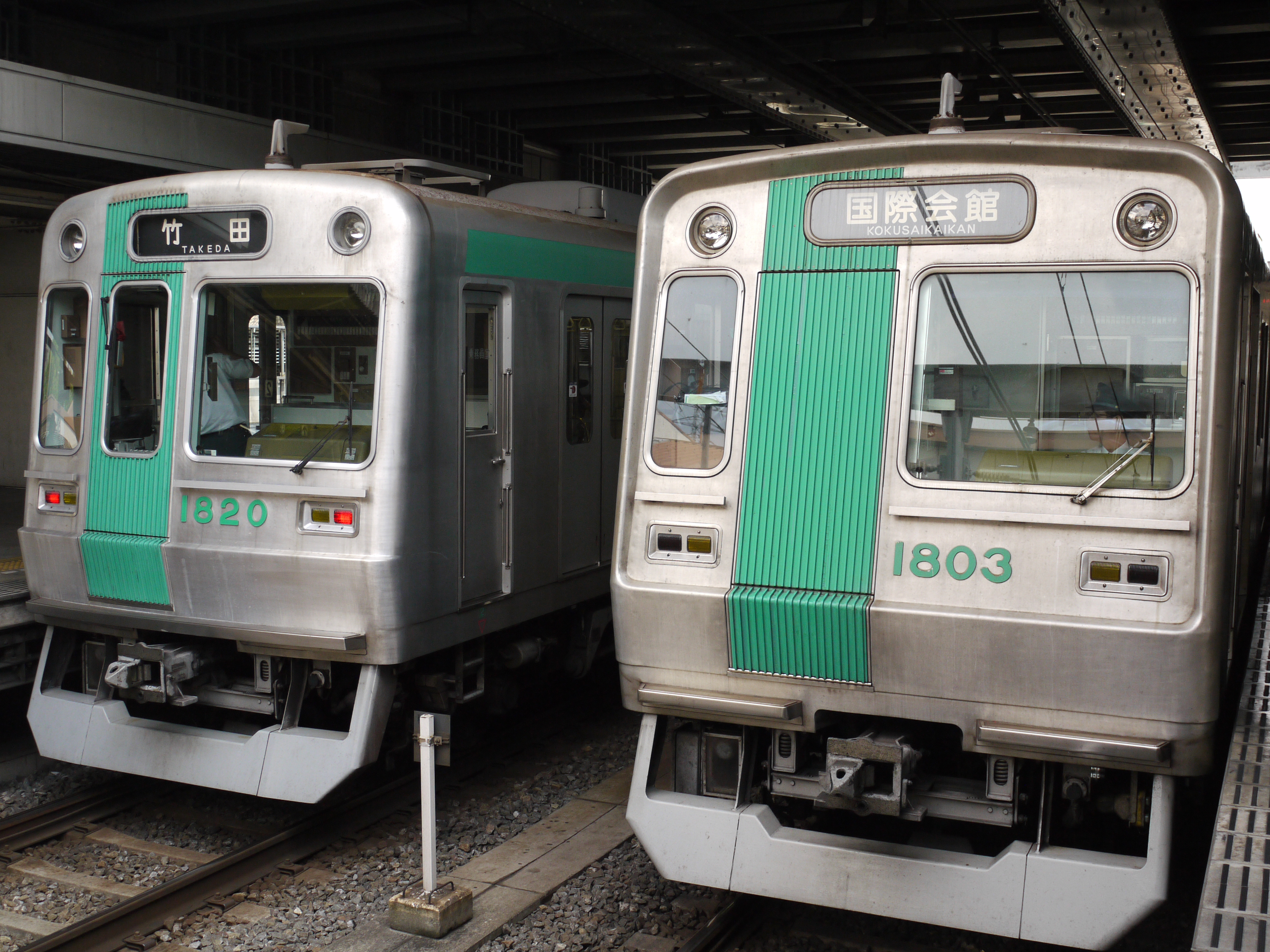
Sèrie 10 (1981-)
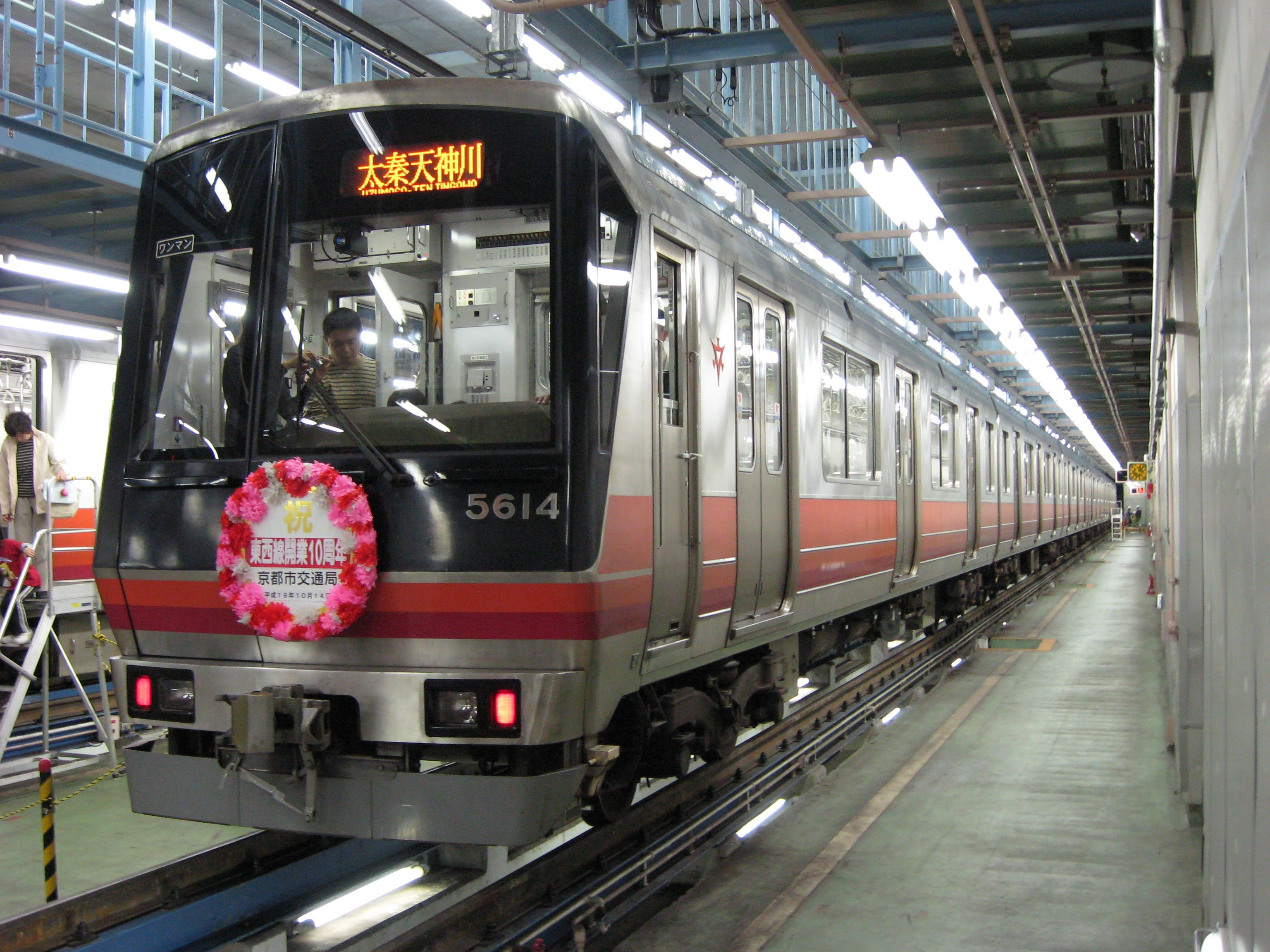
Sèrie 50 (1997-)